# Zoonózis

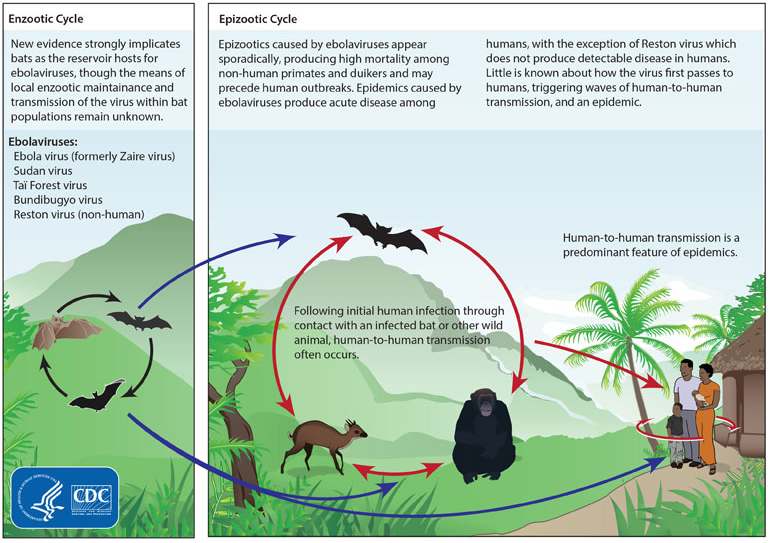
Az Ebola betegséget okozó Ebola-vírus repülőkutyával történő érintkezés útján fertőzi meg az embereket

Zoonózisnak olyan fertőző betegségeket nevezünk, amelyek állatról emberre képesek átterjedni (illetve emberről állatra: ez utóbbit fordított zoonózisnak is nevezik). Több súlyos betegség tartozik ide. A klímaváltozás következtében a betegségek kórokozóit hordozó állatok (vektor) közül soknak a tenyészhelye megváltozott. Eredetileg görög összetett szó: zoon jelentése állat, noszosz betegséget jelent. 
A zoonózis fontos kutatási területe a fejlődőben lévő inter- és multidiszciplináris tudománynak, az állatorvostant és az emberi gyógyítást ötvöző környezeti gyógyászatnak, illetve általában a környezettel foglalkozó tudományoknak.
A kínai tudósok azt gyanítják, hogy az új koronavírus (SARS-CoV-2) denevérekből származik. A kutatók a "Nature" folyóiratban beszámoltak arról, hogy a genomszekvenciák összehasonlítása alátámasztja ezt. Az először Vuhanban megjelent új koronavírus, nagyban hasonlít a 2002 novembere és 2003 júliusa között a SARS nevű tüdőbetegséget kiváltó virushoz is. A SARS fertőzést szintén a denevérekre vezették vissza, amely a cibetmacskákra, majd az emberekre terjedt át.

## Zoonózisok (nem teljes) listája
- Anthrax
- Bolíviai vérzéses láz
- Brucellózis
- Borreliózis vagy Lyme-kór
- Borna vírus
- Bubópestis
- Campylobacteriosis
- Chagas-láz
- COVID–19

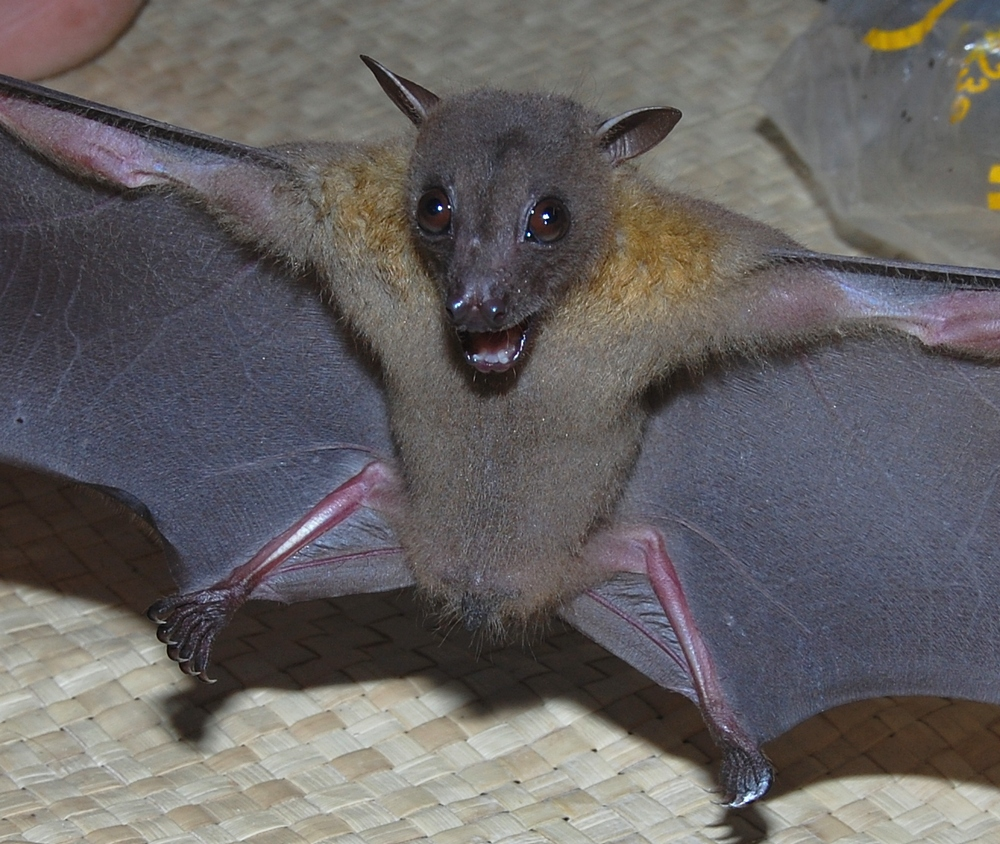
Repülőkutya

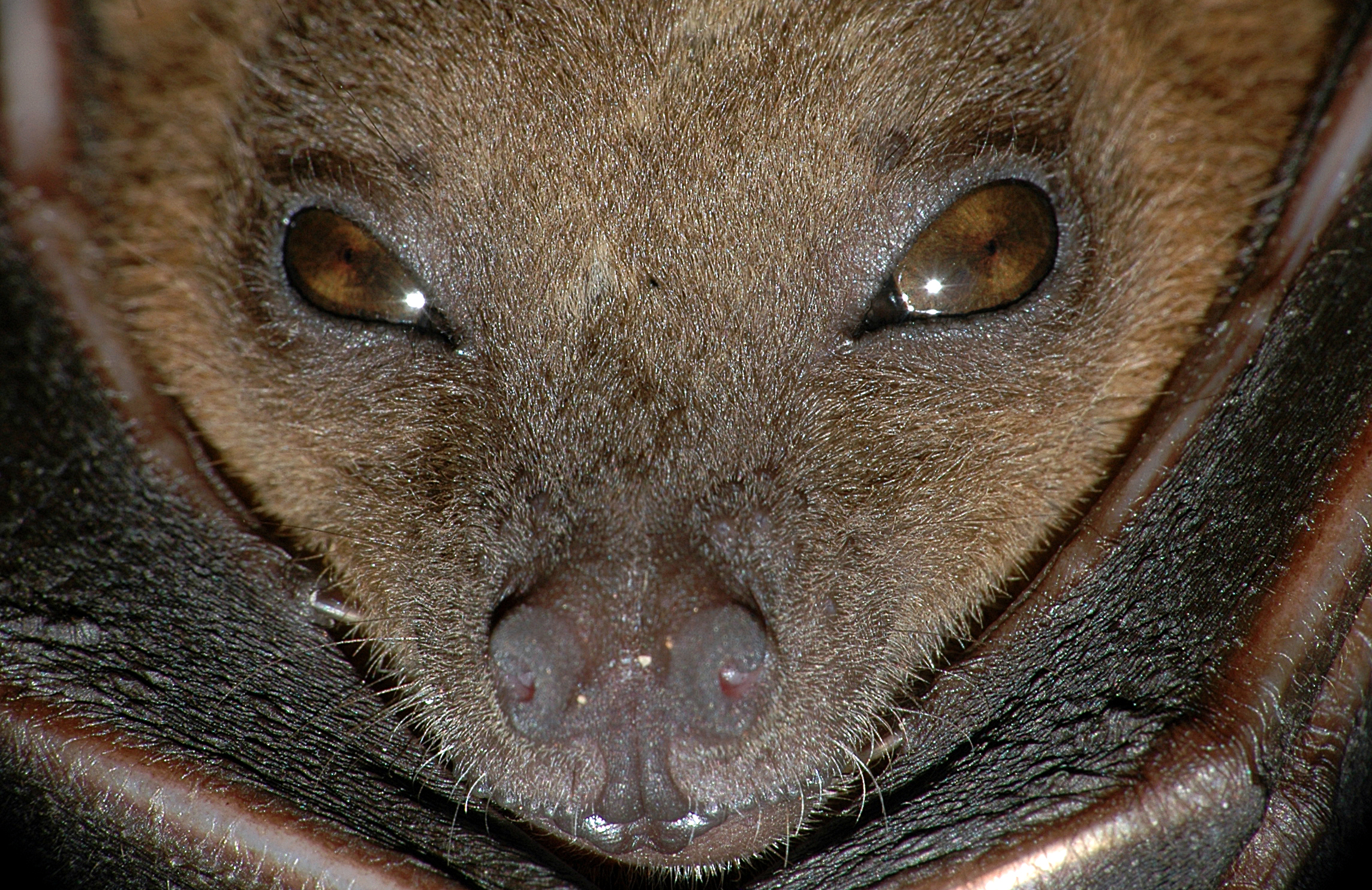
Cynopterus brachyotis

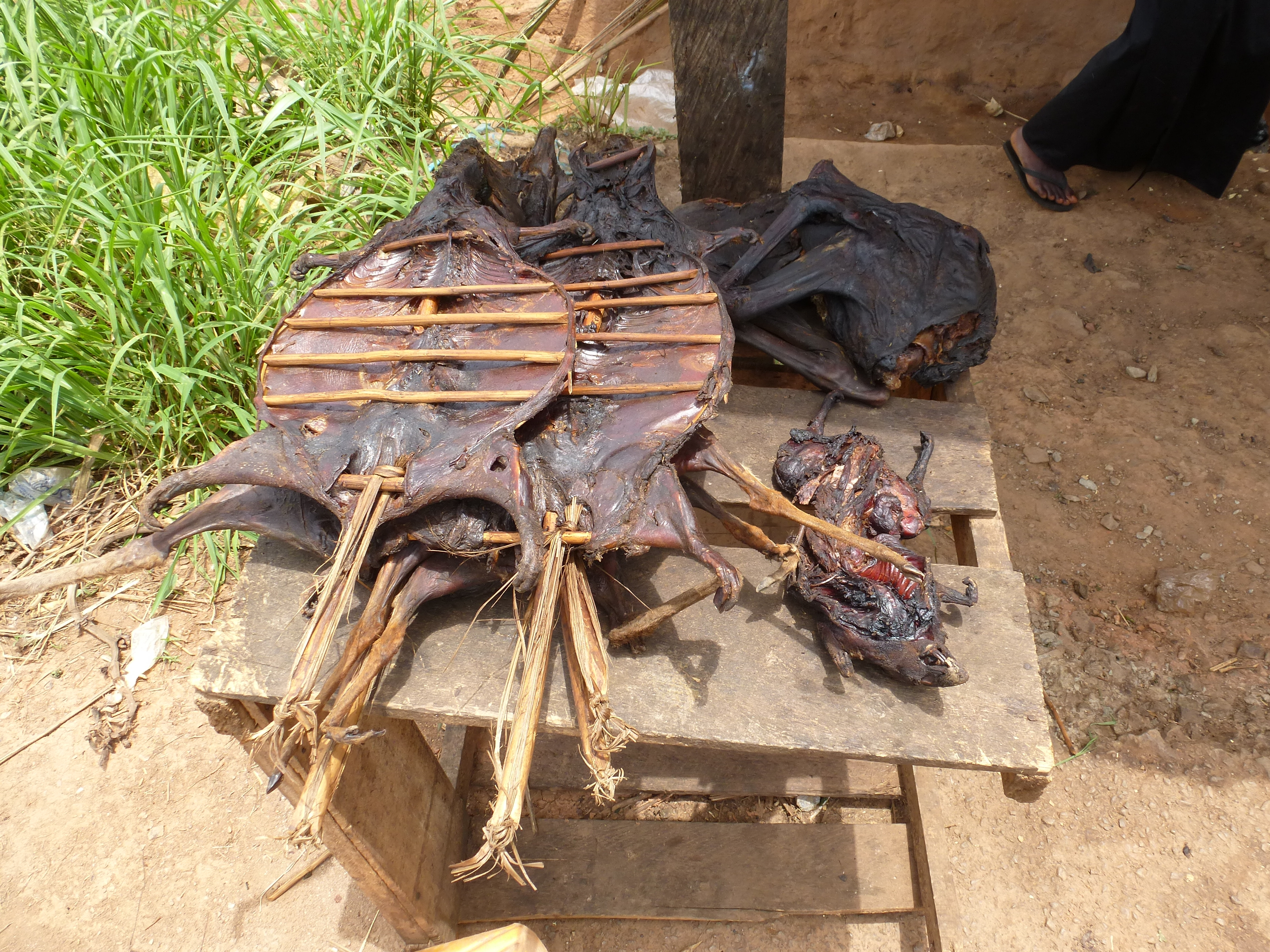
Különböző őserdei állatok húsának árusítása egy ghánai országút mellett. Valószínűsíthetően fertőzött állattal való érintkezés útján kerülhet át az Ebola fertőzés az emberbe

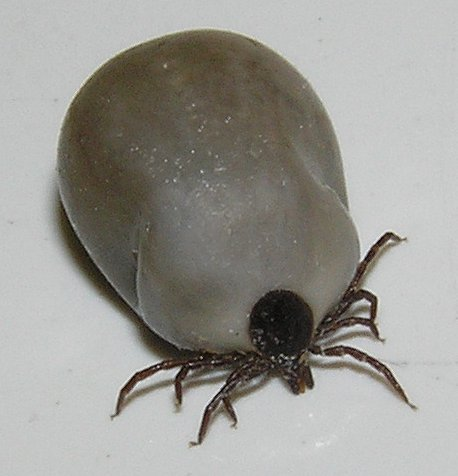
Ixodes ricinus, a kullancsok által terjesztett vírusos agyvelő- és agyhártyagyulladás kórokozója a Kullancs encephalitis vírus, amelynek a terjesztésében a vöröshasú, vagy közönséges kullancs vesz részt

- Creutzfeldt–Jakob-szindróma (CJD), kergemarhakór
- Cutan larva migrans
- Dengue-láz
- Ebola
- Echinococcosis
- Galandféreg (Tinea canis főleg)
- Hantavírus
- Hendra vírus
- Henipavírus
- HIV-1
- HIV-2
- Koreai vérzéses láz
- Krím-kongói vérzéses láz
- Kullancs encephalitis
- Lábrea-láz
- Lassza-láz
- Leishmaniasis
- Leptoszpirózis
- Liszteriózis
- Madárinfluenza
- Malária
- Marburg vírus
- Marhatuberkulózis
- Monkey B vírus
- Nipah virus
- Nyugat-nílusi vírus
- Ocularis larva migrans
- Orbánc
- Ornitózis vagy Psittacosis vagy papagájkór
- Oropouche-láz
- Q-láz
- Kiütéses tífusz és más Rickettsia betegségek
- Rift Valley-láz
- Szalmonellózis
- Sárgaláz
- Sertésinfluenza
- Sodoku
- Toxoplazmózis
- Trichinózis
- Venezuelai vérzéses láz
- Visceralis larva migrans
- Veszettség
- Zika-vírus

## Magyar kutatása
Magyarországi kutatását az 1992-ben alakult Magyar Zoonózis Társaság koordinálja.